# 百衲本
百衲本是古籍版本的一种。如果一部书是由很多不同的零散版本，参校汇编而成完整的书，这样的版本就是百衲本。

## 百衲本史记
清初宋犖曾用2种宋本、3种元本，凑成一部80卷的《史记》。

## 百衲本二十四史
20世纪30年代张元济主持编辑，商务印书馆影印的版本。其中包括宋刻善本15种、元刻善本6种、明清初刻史书3种。目前存世稀少，约不到十套。
- 鲁迅博物馆有一套
- 季羡林有一套于2011年拍卖。